# Gronowo (Lubomino)
Pour les articles homonymes, voir Gronowo.
Gronowo est un village polonais de la voïvodie de Varmie-Mazurie, dans le powiat de Lidzbark.